# Nagia hieratica
Nagia hieratica là một loài bướm đêm trong họ Noctuidae.